# S彼!俺のドSヴァンパイア
『S彼!俺のドSヴァンパイア』（エスかれ おれのドエスヴァンパイア）は、2020年5月12日に俺!プロジェクト（サンソフト）のから発表されたBLゲーム・女性向け恋愛シミュレーションゲーム。
他作品と違い個別のアプリではなく、『ケモ彼!〜俺たちのBL病棟〜』の中で未完の状態で公開された。（アプリ内では「配信される事のなかった、開発途中の作品』と記載されていた）
月城製薬にやってきた、吸血種たちにとって極上の血『蜜血』を持つ主人公（斎藤千尋）の視点で、選択したキャラクターとの恋愛が描かれる。
S彼!の発表された『ケモ彼!〜俺たちのBL病棟〜』は、2020年3月27日に突如、すべてのサービスを2020年6月2日に終了すると発表した。

## ストーリー
天才イケメン研究員の「斎藤千尋（さいとうちひろ）」は、吸血種にとって極上の血『蜜血』の持ち主で……血を吸われると気持ちよくてたまらなくなる！？吸血種と結ばれると永遠の『ツガイ』になっちゃう！？厄介な体液を治すために来日した俺の赴任先は……イケメンだけど一癖も二癖もあるイケメン研究員が勢ぞろいする月城製薬だった。ここで蜜血を治す方法を研究するが……アイツが俺のカラダを狙ってる！（アプリ内お知らせより）

## 登場人物
斎藤　千尋（さいとう　ちひろ）（名前変更可）
身長：170cm　所属：研究＆開発担当<特別研究員>　種族：人間
大食い。月城製薬からスカウトされ、フランスから来日した。
沖田　巳月（おきた　みつき）
身長：175cm　所属：研究担当<特別研究員>　種族：先天性の吸血種
笑い声は『ンヒヒ★』。土方の毛を抜く。普段食事はとらないが生肉は食べる。右目の包帯は千尋を両目で見るとドキドキして仕事にならないため片目を隠すため。
藤堂　柊卯（とうどう　しゅう）
身長：172cm　所属：研究＆開発＆営業＆雑用担当　種族：先天性の吸血種
高杉　狐太郎（たかすぎ　こたろう）
身長：183cm　所属：営業担当<副部長>　種族：後天性の吸血種
トマトジュースをよく飲んでいるが不味いという。社内では『高杉様』と呼ばれている。
土方　鷹臣（ひじかた　たかおみ）
身長：185cm　所属：マネイジメント<部長>　種族：後天性の吸血種
原田　暁虎（はらだ　あきとら）
身長：190cm　所属：開発担当　種族：先天性の吸血種
坂本　冬羊（さかもと　とうよう）
身長：180cm　所属：研究担当　種族：先天性の吸血種
月城社長
月城製薬の社長

## スタッフ
- プロデューサー：ばさしの
- キャラクターデザイン：（未公開）